# Корболиха (село)
Ко́рболиха — село в Третьяковском районе Алтайского края, административный центр Корболихинского сельсовета.

## География
Расположено при впадении одноимённой реки в Гилёвское водохранилище.

## История
Село было основано в 1749 году.

## Население
| 1997  | 1998  | 1999  | 2000  | 2001  | 2002  |
| ----- | ----- | ----- | ----- | ----- | ----- |
| 1150  | ↗1517 | ↗1591 | ↗1612 | ↗1620 | ↗1655 |
| 2003  | 2004  | 2005  | 2006  | 2007  | 2008  |
| ↗1660 | ↗1689 | ↘1681 | ↗1682 | ↘1676 | ↗1678 |
| 2009  | 2010  | 2011  | 2012  | 2013  |       |
| ↘1575 | ↘1358 | ↘1351 | ↘1321 | ↘1281 |       |

## Улицы
| - ул. Береговая, - ул. Заводская, - ул. Калашникова, - ул. Кирова, - ул. Куйбышева, - ул. Ленина, | - ул. Молодёжная, - ул. Новая, - ул. Полевая, - ул. Производственная, - ул. Советская, - ул. Строительная, | - пер. Заводской, - пер. Производственный, - пер. Промышленный, - пер. Тракторный, - пер. Транспортный. |

## Образование
В посёлке расположено муниципальное образовательное учреждение «Корболихинская средняя общеобразовательная школа».

## Археология
В 1973 году в 4,5 км к западу от села на краю коренной террасы правого берега Алея В. А. Могильниковым был открыт курганный могильник IX—X веков н. э. «Корболиха-VI».